# Richard von Bibra
Julius Richard Freiherr von Bibra (* 26. März 1862 in München; † 4. April 1909 in Nürnberg) war ein deutscher Verwaltungsjurist.

## Familie
Richard von Bibra entstammte einem fränkischen Uradelsgeschlecht. Seine Eltern waren der Oberlandesgerichtsrat Wilhelm Franz Freiherr von Bibra und dessen Frau Fanny, geb. Heintz, eine Tochter des Königlich bayerischen Staatsrat und Justizministers Friedrich von Heintz. Am 17. November 1903 heiratete er Emma Bernreuther, eine Tochter des Brauereibesitzers Johann Bernreuther aus Nürnberg.

## Leben
Nach dem Besuch des Maximiliansgymnasiums in München, wo er 1881 die Reifeprüfung ablegte, studierte Bibra Rechtswissenschaften an den Universitäten München, Leipzig und Berlin. In München wurde er Mitglied des Corps Franconia. Das Universitätsexamen legte er 1885 ebenfalls in München ab. Anschließend wurde er zum Dr. jur. promoviert. Nach dem Staatskonkurs erhielt er im Juni 1889 eine Anstellung als geprüfter Rechtspraktikant bei der Regierung von Oberbayern in München. Im Oktober des Jahres wurde er Regierungsakzessist, im Juni 1890 Bezirksamtsassessor in Neumarkt in der Oberpfalz. Juni und Juli 1893 war er zum Besuch der Weltausstellung in Chicago beurlaubt. Im Februar 1894 wurde er als Bezirksamtsassessor an die Polizeidirektion München versetzt, im Oktober 1896 als Assessor an das Bezirksamt München II. Im April 1900 wurde er Regierungsassessor bei der Regierung von Schwaben-Neuburg in Augsburg, im September 1901 schließlich Bezirksamtmann in Günzburg an der Donau. Zur Heilung eines Nierenleidens wurde er 1906 für ein halbes Jahr nach Ägypten beurlaubt. Im November 1906 kehrte er in den Dienst zurück und wurde zum Regierungsrat bei der Regierung von Niederbayern ernannt. Aus gesundheitlichen Rücksichten bat er 1908 um seinen Abschied. Den Ruhestand verbrachte er in Nürnberg, wo er schon im darauffolgenden Jahr verstarb. Seine letzte Ruhestätte fand er auf dem Nürnberger Johannisfriedhof.
Bibra wurde am 17. Januar 1893 zum bayerischen Kammerjunker, am 19. April 1903 zum Kammerherrn ernannt.

## Auszeichnungen
- Kommandeurkreuz des Konstantinschen St.-Georgs-Ordens (verliehen durch Herzog Robert von Parma, 1900); Bruststern zum Komtur des Konstantinschen St.-Georgs-Ordens.